# Dillon Maggard
Dillon Maggard (Kirkland, 16 ottobre 1995) è un mezzofondista statunitense.

## Palmarès
| Anno | Manifestazione    | Sede     | Evento         | Risultato | Prestazione | Note                          |
| ---- | ----------------- | -------- | -------------- | --------- | ----------- | ----------------------------- |
| 2022 | Mondiali indoor   | Belgrado | 3000 m piani   | 9º        | 7'46"18     | Miglior prestazione personale |
| 2022 | Campionati NACAC  | Freeport | 10000 m piani  | Argento   | 29'33"57    |                               |
| 2023 | Mondiali di cross | Bathurst | Corsa seniores | 60º       | 32'46"      |                               |
| 2023 | Mondiali di cross | Bathurst | A squadre      | 6º        | 134 p.      |                               |

## Campionati nazionali
2018
- 13º ai campionati statunitensi, 5000 m piani - 13'55"06
- 18º ai campionati statunitensi di 5 km su strada - 14'24"

2019
- 13º ai campionati statunitensi, 5000 m piani - 13'59"20
- Bronzo ai campionati statunitensi indoor, 2 miglia - 8'33"28

2020
- 6º ai campionati statunitensi indoor, 3000 m piani - 8'08"25

2022
- 4º ai campionati statunitensi, 10000 m piani - 28'30"75
- 10º ai campionati statunitensi, 5000 m piani - 13'24"79
- Bronzo ai campionati statunitensi indoor, 3000 m piani - 7'49"05
- 4º ai campionati statunitensi di 10 km su strada - 28'46"
- Argento ai campionati statunitensi di corsa campestre - 30'34"

2023
- 10º ai campionati statunitensi, 5000 m piani - 13'16"55
- 6º ai campionati statunitensi di corsa campestre - 28'49"

2024
- 4º ai campionati statunitensi indoor, 3000 m piani - 7'57"56